# Joseph Adolf Hanslick
Joseph Adolf Hanslick oder Hanslik (auch Joseph Adolph Hanslick oder Joseph Hanslick; * 3. April 1785 in Lischau; † 2. Februar 1859 in Prag) war ein böhmischer Bibliothekar und Schriftsteller.

## Leben
Hanslick war Sohn eines Bauern und widmete sich zunächst im Kreuzherrenkloster in Prag dem Studium der Theologie. Dort trat er nach einem Jahr aus und studierte anschließend an der Universität Prag Philosophie. Durch August Gottlieb Meißner und Joseph Georg Meinert widmete er sich vertieft literarischen und ästhetischen Studien und lehrte selbst eine Zeit lang als Professor der Ästhetik an der Prager Universität. Mit Johann Heinrich Dambeck war er freundschaftlich verbunden. In diese Zeit fallen humoristische und poetische Veröffentlichungen in Prager Zeitschriften.
Hanslick erhielt 1822 eine Stelle als Skriptor an der Universitätsbibliothek Prag, die er allerdings 1836 aus gesundheitlichen Gründen aufgeben musste. Als sein Hauptwerk gilt die von der Kaiserlichen Akademie der Wissenschaften geförderte Schrift Geschichte und Beschreibung der Prager Universitätsbibliothek.
Hanslick galt als großer Musikfreund und übersetzte für Wenzel Johann Tomaschek Lieder aus dem Tschechischen.
Der Musikwissenschaftler Eduard Hanslick war sein Sohn.

## Werke (Auswahl)
- Uebersicht der logischen Formen als Hilfsmittel beim öffentlichen und Selbstunterrichte, Enders, Prag 1822.
- (Hrsg.): Vorlesungen über Aesthetik von Johann Heinr. Dambeck, 2 Bände, Enders, Prag 1822–1823.
- Geschichte und Beschreibung der Prager Universitätsbibliothek, Rohlicek, Prag 1851.